# Menards
A Menards é uma empresa com sede em Eau Claire, Wisconsin, Estados Unidos, sendo uma rede de lojas de materiais de construção, atualmente é a terceira maior rede do ramo no país, foi fundada em 1960 e atualmente possui aproximadamente 300 lojas em 14 estados americanos.